# Powiat strzeliński
Powiat strzeliński – powiat w Polsce (województwo dolnośląskie), utworzony w 1999 roku w ramach reformy administracyjnej. Jego siedzibą jest miasto Strzelin.
W skład powiatu wchodzą:
- gminy miejsko-wiejskie: Strzelin, Wiązów
- gminy wiejskie: Borów, Kondratowice, Przeworno
- miasta: Strzelin, Wiązów

Powiat strzeliński sąsiaduje z powiatami: oławskim od północy, wrocławskim od północnego zachodu, dzierżoniowskim od zachodu, ząbkowickim i nyskim od południa oraz z brzeskim od wschodu.
Przed 1 stycznia 1999 r. wszystkie gminy powiatu należały do województwa wrocławskiego, z wyjątkiem gminy Przeworno, która należała do województwa wałbrzyskiego.

## Geografia

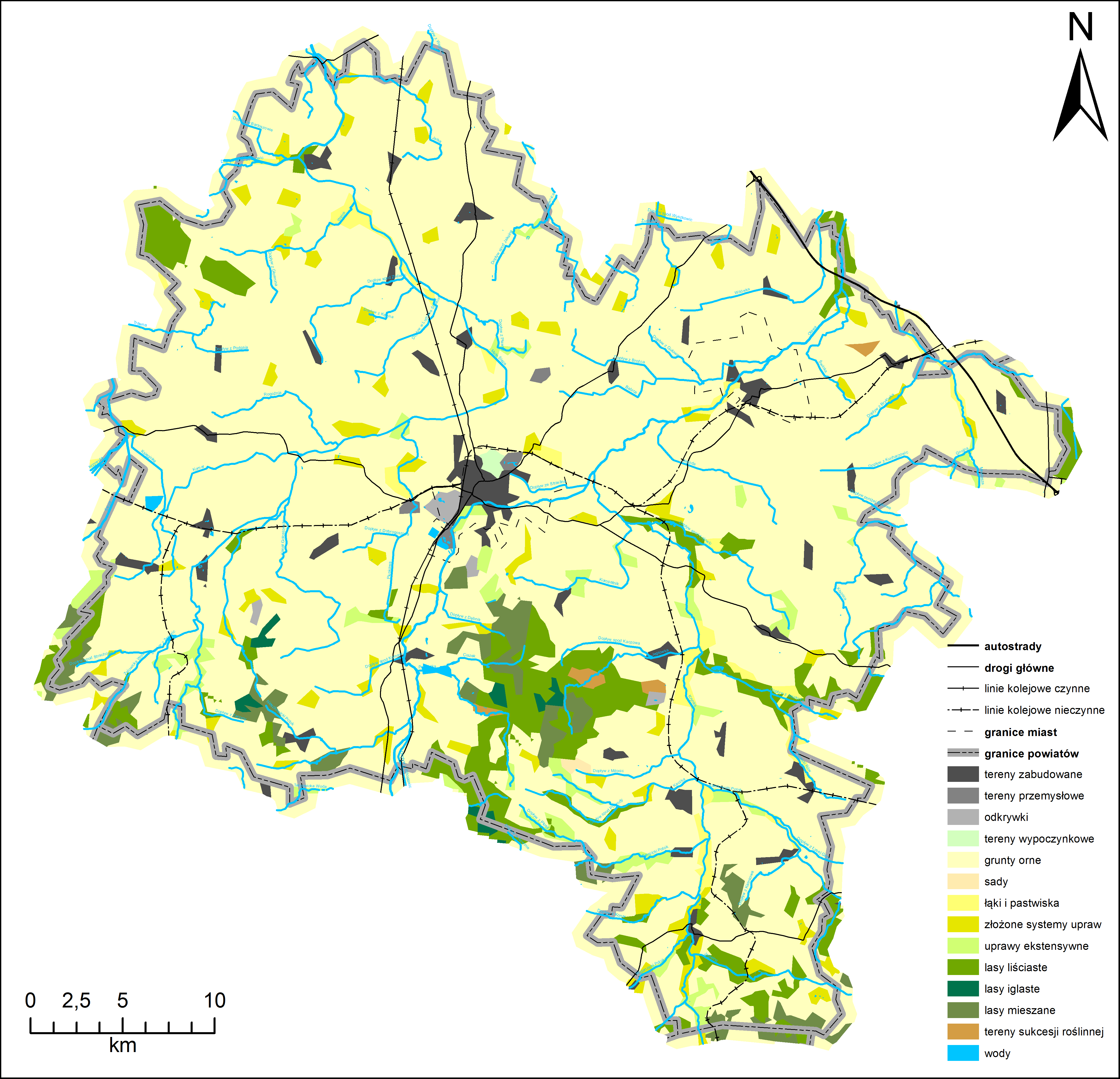
Pokrycie terenu

Powiat strzeliński obejmuje swoim terytorium fragmenty 2 mezoregionów: Równiny Wrocławskiej i Wzgórz Niemczańsko-Strzelińskich.

## Podział administracyjny
| Gmina              | Typ             | Powierzchnia (km²) | Ludność (2011) | Siedziba     |
| Gmina Strzelin     | miejsko-wiejska | 171,69             | 22 198         | Strzelin     |
| Gmina Wiązów       | miejsko-wiejska | 141,82             | 7 497          | Wiązów       |
| Gmina Borów        | wiejska         | 98,66              | 5 289          | Borów        |
| Gmina Przeworno    | wiejska         | 111,96             | 5 106          | Przeworno    |
| Gmina Kondratowice | wiejska         | 98,14              | 4 562          | Kondratowice |

## Media
W powiecie strzelińskim dostępna są media lokalne, gazety oraz portale internetowe.

## Demografia
Liczba ludności (dane z 31 grudnia 2013):
|        | Ogółem | Ogółem | Kobiety | Kobiety | Mężczyźni | Mężczyźni |
| osób   | %      | osób   | %       | osób    | %         |           |
| ------ | ------ | ------ | ------- | ------- | --------- | --------- |
| Ogółem | 44 393 | 100    | 22 420  | 50,50   | 21 973    | 49,50     |
| Miasto | 14 883 | 33,53  | 7761    | 17,48   | 7122      | 16,04     |
| Wieś   | 29 510 | 66,47  | 14 659  | 33,02   | 14 851    | 33,45     |

▶Wieś vs ▶miasto
Ogółem (▶k, ▶m)
Miasto (▶k, ▶m)
Wieś (▶k, ▶m)

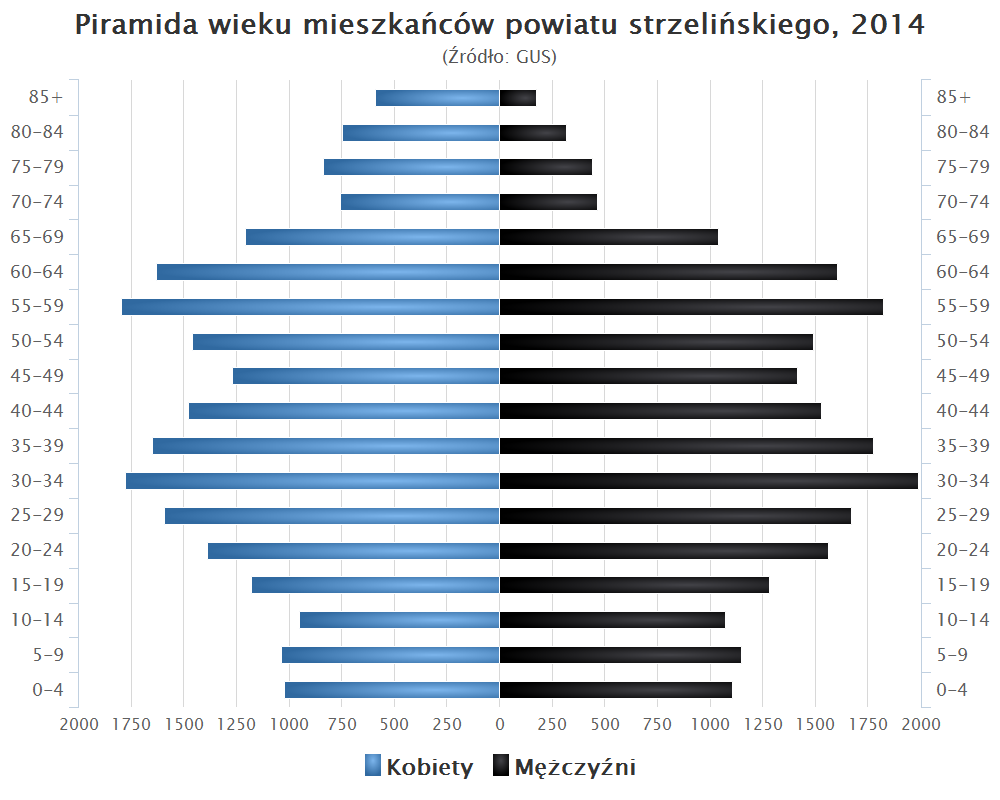
Piramida wieku mieszkańców powiatu strzelińskiego w 2014 roku

Według danych z 31 grudnia 2019 roku powiat zamieszkiwało 43 570 osób. Natomiast według danych z 30 czerwca 2020 roku powiat zamieszkiwało 43 456 osób.

## Gospodarka
W końcu listopada 2019 liczba zarejestrowanych bezrobotnych w powiecie obejmowała ok. 1,4 tys. mieszkańców, co stanowi stopę bezrobocia na poziomie 9,4% do aktywnych zawodowo.

## Komunikacja

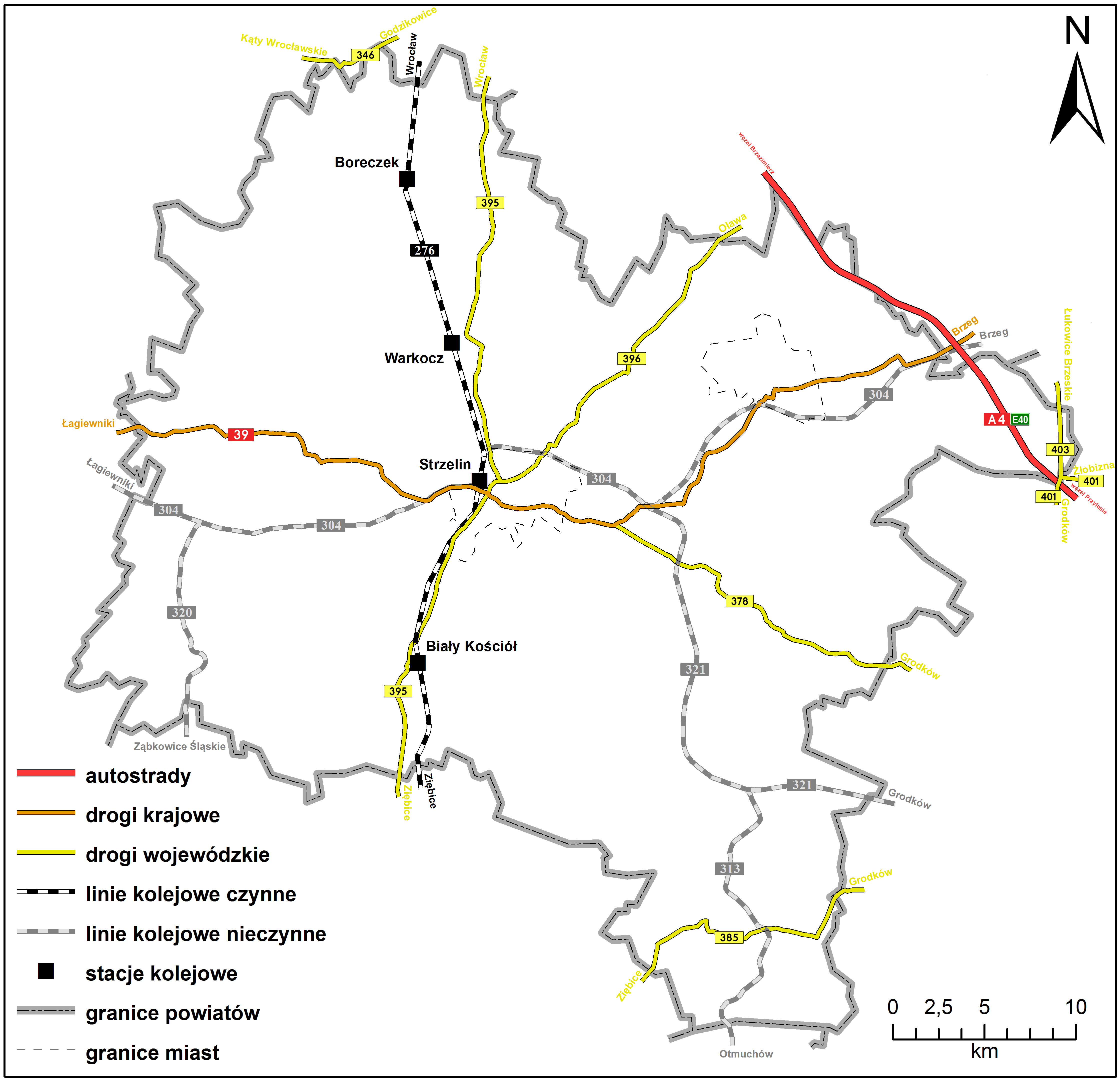
Sieć komunikacyjna

Powiat strzeliński leży w ważnym ciągu komunikacyjnym lądowym o znaczeniu europejskim. Przez powiat przebiegają fragmenty autostrady A4 (E40) drogi krajowej 39 oraz dróg wojewódzkich 346 378 385 395 396 401 403, a także fragmenty linii kolejowych 276 oraz nieczynnych 304 313 320 321.

## Ochrona przyrody
Na terenie powiatu znajduje się fragment Obszaru Chronionego Krajobrazu Wzgórz Niemczańsko- Strzelińskich. Zarejestrowano 46 pomników przyrody, 38 chroniących pojedyncze drzewa (m.in. 2 buki zwyczajne, 2 cisy pospolite, 6 dębów szypułkowych, 2 jesiony wyniosłe, 2 kasztanowce zwyczajne, 2 klony jawory, 1 klon zwyczajny, 1 lipa drobnolistna i 1 platan klonolistny), 7 chroniących grupy drzew (m.in. 1 grupa platanów klonolistnych) oraz 1 chroniący pojedynczy krzew. Utworzono Zespół Przyrodniczo-Krajobrazowy Wzgórza Strzelińskie. W powiecie znajdują się także 4 obszary Natura 2000: Karszówek, Ludów Śląski, Wzgórza Niemczańskie i Wzgórza Strzelińskie.

## Starostowie strzelińscy
Na podstawie źródła:
- Zbigniew Woroniecki (16 listopada 1998 – 19 listopada 2002)
- Aleksander Bek (19 listopada 2002 – 23 listopada 2006)
- Norbert Raba (23 listopada 2006 – 31 października 2007)
- Artur Gulczyński (31 października 2007 – 30 czerwca 2009)
- Jerzy Krochmalny (3 lipca 2009 – 22 października 2012)
- Norbert Raba (22 października 2012 – 12 grudnia 2014)
- Marek Warcholiński (12 grudnia 2014 – 21 listopada 2018)
- Marek Czerwiński (21 listopada 2018 – 3 lipca 2020)
- Anna Horodyska (17 lipca 2021 – 22 maja 2024)
- Magdalena Krupa (22 maja 2024 – nadal)[10]